# Sœurs de l'instruction chrétienne de Saint-Gildas-des-Bois
Les Sœurs de l'instruction chrétienne de Saint-Gildas-des-Bois sont une congrégation religieuse féminine enseignante et hospitalière de droit diocésain. Elles sont en fédération avec quatre autres communautés depuis l'an 2000.

## Histoire
Le 5 mai 1807, Gabriel Deshayes ouvre une école à Beignon avec l'aide de Michelle Guillaume ; cette dernière est bientôt rejointe par Marie-Jeanne Crosnier puis par d'autres jeunes filles. Le 8 novembre 1820, les six premières du groupe prononcent leurs vœux. Le 24 octobre 1823, deux sœurs sont envoyées à Torfou à la demande de l'abbé Charles Foyer pour s'occuper de l'école ; elles donnent naissance aux sœurs de Sainte Marie de Torfou.
L’évêque de Nantes, Joseph Michel de Guerines, veut organiser l’enseignement primaire pour filles dans le diocèse. Il désire s'appuyer sur les Sœurs de l'instruction chrétienne et qu'elles aient leur siège dans le diocèse. Dans ce but, le Père Deshayes achète en 1828 l’abbaye Saint-Gildas-des-Bois qui devient la maison-mère des religieuses.
En 1833, Deshayes, qui est supérieur général des montfortains et supérieur ecclésiastique des Filles de la Sagesse, demande à Guerines de trouver un remplaçant pour les sœurs de l’instruction chrétienne. L'évêque choisit Guillaume Angebault, un de ses vicaires généraux. Le père Deshayes crée par la suite dans la congrégation une branche hospitalière. Pendant longtemps, le recrutement des religieuses se limite aux zones rurales de l'est de la France et leur apostolat sur le territoire du diocèse de Vannes. Elles sont autorisées par ordonnance royale du 24 septembre 1836.
Le 3 décembre 1839, à la demande de l'abbé Louis-Antoine Ormières, trois religieuses de l'instruction chrétienne partent pour Quillan pour se charger de l'école paroissiale ; cette communauté devient autonome par décret du 11 décembre 1852 sous le nom de sœurs de l'Ange Gardien.
Après les lois françaises anticongrégationistes, l'institut s'établit en Angleterre et admet des religieuses britanniques, irlandaises et polonaises. La première mission étrangère est ouverte en Haute-Volta en 1958.

## Fédération Chemin d'Emmaüs
Le 21 février 2000, Rome approuve les statuts de la fédération "Chemin d’Emmaüs" qui regroupe quatre instituts :
- les sœurs de Saint-Gildas ;
- les sœurs de la Providence de Saint André de Peltre ;
- les sœurs de la Providence de Ruillé-sur-Loir ;
- les sœurs de la Providence de Sées qui décident en 2015 de fusionner avec la Providence de Ruillé-sur-Loir.

## Activités et diffusion
Les religieuses se consacrent à l'éducation des jeunes et au soin des personnes âgées et malades.
Elles sont présentes en: 
- Europe : France, Irlande, Angleterre.
- Afrique : Burkina Faso, Ghana.
- Amérique : Mexique.

La maison-mère est à Saint-Gildas-des-Bois.